# U 845
U 845 war ein U-Boot vom Typ IX C/40, das von der Kriegsmarine während des Zweiten Weltkrieges im U-Boot-Krieg eingesetzt wurde.

## Technische Daten
Bereits im Jahr 1934 war die AG Weser unter Umgehung der Bestimmungen des Versailler Vertrags mit dem Bau von U-Booten für die Reichsmarine und die Kriegsmarine beauftragt. Nach Kriegsbeginn stellte die Werft ihre Produktion im Wesentlichen auf den U-Boot-Bau um. Es ergingen in erster Linie Bauaufträge für die größeren U-Boot-Klassen, vor allem der verschiedenen Typen der U-Boot-Klasse IX und der U-Boot-Klasse XXI, an die Bremer Deschimag Werft. Im Jahr 1943 lieferte die AG Weser siebzehn U-Boote des Typs IX C/40 aus. U 845 gehörte zum siebenten Bauauftrag der nach Kriegsbeginn an die Bremer Deschimag Werft erging. Das Boot trug, wie die meisten U-Boote seiner Zeit, ein Wappen am Turm: eine Giraffe, deren Körper sich unter Wasser befindet, die aber ihren Kopf über die Wellen reckt.

## Geschichte
Korvettenkapitän Udo Behrens stellte U 845 am 1. Mai 1943 in Dienst und überführte das Boot in die Ostsee. Bis zum Dezember desselben Jahres war U 845 der 4. U-Flottille unterstellt, einer Ausbildungsflottille, die in Stettin stationiert war. In dieser Zeit unternahm Kommandant Behrens Ausbildungsfahrten in der Ostsee zum Training der Besatzung und zum Einfahren des Bootes.

### Ausbildung in der Ostsee
Bei einer Übungsfahrt ereignete sich ein Unfall, als ein Ventil zur Simulation eines Notfalls absichtlich blockiert wurde, und somit eine Tauchzelle ausfiel. Das Boot fiel rasch unkontrollierbar ab und bohrte sich in den sandigen Meeresgrund der Ostsee. Durch Hin- und Herschwenken des Hecks gelang es, das Boot wieder freizubekommen und letztlich auftauchen zu lassen. Bereits während der Ausbildungszeit des Bootes wurde mehrmals der Kommandant ausgewechselt.
Behrends litt an einer Augenerkrankung und musste das Kommando bereits nach wenigen Wochen abgeben. Ab Juli kommandierte Kapitänleutnant Rudolf Hoffmann das Boot. U 845 sollte in Absprache mit der japanischen Marine als sogenanntes Monsun-Boot in Südostasien operieren und nahm hierfür in Kiel einige japanische Offiziere an Bord. Dieser Einsatz wurde allerdings vor Beginn abgebrochen und Hoffmann seines Kommandos enthoben. Der Kommandant hatte sich hinsichtlich Karl Dönitz’ Anweisung, den Hitlergruß als militärische Begrüßung innerhalb der Kriegsmarine einzuführen, kritisch geäußert. Bereits nach wenigen Monaten übernahm daher Korvettenkapitän Werner Weber das Kommando auf U 845, der das Boot Anfang 1944 auf seiner ersten Unternehmung führte.

### Einsatz im Nordatlantik
Am 1. Januar 1944 lief U 845 von Kiel aus zu seiner ersten Unternehmung aus. Als Einsatzgebiet war die nordamerikanische Ostküste, insbesondere die Gewässer vor Neufundland, vorgesehen. Nach einem kurzen Aufenthalt in Bergen passierte U 845 Mitte Januar das Seegebiet zwischen den Shetland-Inseln und Färöer. Anfang Februar erreichte das Boot die kanadische Küste, wo Kommandant Weber sich entschloss, nach dem Vorbild von Priens Angriff auf Scapa Flow den Marinehafen von St. John’s anzugreifen. Beim Versuch, im Kielwasser einer einlaufenden Korvette in den Hafen zu gelangen, lief U 845 am 1. Februar bei Cape Spear auf Grund und wurde erheblich beschädigt. Angesichts des Ausmaßes der Beschädigungen – neben zwei aufgerissenen Tauchtanks, war die Ruderanlage ausgefallen und zwei der vier Bugtorpedorohre ließen sich nicht mehr öffnen – erwog Weber, das Boot aufzugeben und die Selbstversenkung einzuleiten, wurde aber vom Leitenden Ingenieur Strunk, der bei Priens Unternehmung Teil der Besatzung von U 47 gewesen war, davon abgebracht.

## Verlust des Bootes
Am 10. März 1944 wurde das Boot nahe Neufundland von der Forester, der St. Laurent, der Owen Sound und der Swansea durch Wasserbomben versenkt.

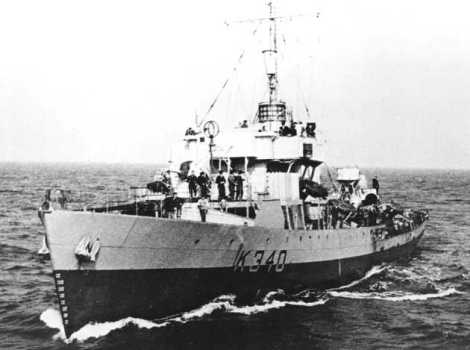
Die Owen Sound war an der Versenkung von U 845 beteiligt

Die Besatzung des kanadischen Zerstörers St. Laurent entdeckte gegen vier Uhr morgens ein U-Boot, das etwa fünf Meilen voraus an der Wasseroberfläche fuhr. Gemeinsam mit der Korvette Owen Sound, die das abtauchende U-Boot mit ASDIC erfasste, begann der Zerstörer einen koordinierten Wasserbombenangriff auf das in große Tiefe geflohene U 845. Hierbei schloss sich die Forester an, die das Boot ebenfalls mit ASDIC-Ortung verfolgte. Gegen 18:00 Uhr kam die Swansea hinzu. Infolge der im Verlauf der den wiederholten Wasserbombenangriffen entstandenen Beschädigungen entschloss sich Kommandant Weber einige Stunden später zum Auftauchen, in der Hoffnung, mit dann möglicher größerer Geschwindigkeit aus dem Kampfgebiet zu entkommen. Es gelang zunächst, die langsameren kleinen Kriegsschiffe abzuhängen, aber dann erfasste die St. Laurent das Boot erneut mit Radar und zwang es mit Artilleriefeuer zum Kurswechsel, was U 845 wiederum in Nähe der Swansea brachte, die ihrerseits das Feuer eröffnete. In diesem Moment entschloss sich Weber, das Gefecht mit den britischen und kanadischen Schiffen aufzunehmen und ließ das Feuer erwidern, während er sein Boot zwischen die gegnerischen Schiffe manövrierte. Dabei kam das U-Boot der St. Laurent so nahe, dass die Besatzung des Zerstörers die U-Boot-Fahrer mit Pistolen und Handgranaten angreifen konnte. Gegen 22:00 Uhr war U-Boot nach fast zwanzigstündigem Gefecht schließlich so stark beschädigt, dass die Besatzung von Bord ging. Inzwischen waren Weber und der Erste Wachoffizier des Bootes gefallen, weitere Männer der Flakbesatzung waren vermisst. Infolge mehrerer Lecks und zusätzlich geöffneter Flutventile sank U 845 gegen 22:30 sehr rasch. 45 Besatzungsmitglieder konnten gerettet werden.